# Topojan
Topojan è una frazione del comune di Kukës in Albania (prefettura di Kukës).
Fino alla riforma amministrativa del 2015 era comune autonomo, dopo la riforma è stato accorpato, insieme agli ex-comuni di Arrën, Bicaj, Bushtricë, Grykë-Çajë, Kalis, Kolsh, Malzi, Shtiqën, Shishtavec, Surroj, Tërthore, Ujëmisht e Zapod a costituire la municipalità di Kukës.

## Località
Il comune era formato dall'insieme delle seguenti località:
- Topojan
- Xhaferraj
- Turaj
- Brekije
- Nimc

due villaggi hanno lo stesso nome cioe nimc, si trovano uno di fronte all'altro entrambi in cima a due monti divisi dal fiume che scorre giù a valle. Ormai sono poco abitati a causa di una forte migrazione della popolazione a causa della poverta, e la stessa cosa si può dire anche per gli altri villaggi confinanti della zona.